# SBus

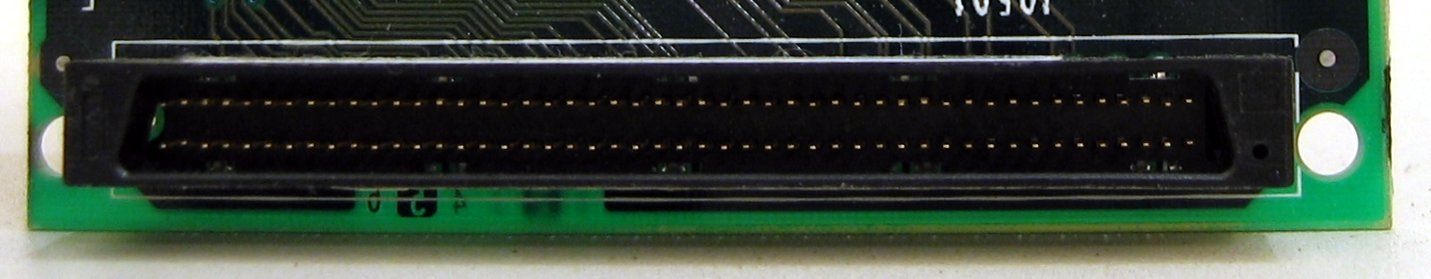
SBus-Steckverbinder

Der SBus ist ein von Sun Microsystems für die eigenen SPARCstation Workstations entwickelter Erweiterungskarten-Bus. Ursprünglich besaß der Bus eine Breite von 32 Bit bei 16,67-25 MHz Taktfrequenz. In späteren Spezifikationen wurde der Bus um sogenannte D64-Operationen (64 Bit) erweitert und die Taktfrequenz verdoppelt. Die SPARCstation 1 war 1989 die erste Workstation mit diesem Bus.
Zu seiner Zeit galt der Bus als sehr leistungsfähig und könnte mit seinem Datendurchsatz von 168 MB/s heute noch in vielen Bereichen mithalten (zum Vergleich, der fünf Jahre jüngere 32 Bit @ 33 MHz PCI-Bus erreicht 133 MB/s, 64 Bit @ 66 MHz PCI erreicht 528 MB/s). Allerdings hat der Bus außerhalb von SPARC-basierenden Computern keine Verbreitung gefunden. Sun hat ihn in den eigenen Workstations seit 1997 durch den PCI-Bus abgelöst. Auch Suns großzügige Lizenzierungspolitik (kostenlos) und die Standardisierung durch das IEEE führten nicht zu einer Verbreitung außerhalb der Sun-Welt. Ebenso waren und sind SBus-Karten überproportional teuer. Dies ist unter anderem eine Folge des Kartenformats.
Das Format der SBus-Karten ist ungewöhnlich. Die Karten sind relativ klein (8,38 cm × 14,67 cm) und im Gegensatz zu typischen PC-Einsteckkarten stehen SBus-Karten nicht, sondern liegen. Der Steckanschluss befindet sich dabei auf der Unterseite statt an einer Längsseite. Die Spezifikation erlaubt doppelt breite Karten, die zwei nebeneinander liegende SBus-Slots belegen. Das Format zwang Kartenhersteller zu einer für die damalige Zeit hohen Integration. Die SBus-Karten passten gut in das damalige Gehäusekonzept für SPARCstations mit dem legendären Pizzabox-Format. Heute verwendet Sun PC-ähnliche Gehäuse.
Da SPARCstations nur wenige SBus-Slots besaßen (je nach Modell einen bis vier), entstanden schnell Expansions-Boxen von Sun und anderen Herstellern. Diese führten einen SBus-Slot über eine SBus-Karte und ein kurzes Kabel (maximal 50 cm) nach außen und schlossen an diesen Slot drei oder vier Slots in einem externen Gehäuse (üblicherweise auch eine „Pizzabox“) an. Diese Konstruktionen waren im Betrieb sehr unzuverlässig, da der SBus elektrisch für solche Erweiterungen nicht geeignet war. Im realen Dauerbetrieb waren Expansions-Boxen daher teilweise unbrauchbar. Auch dies hat der Verbreitung des SBus geschadet.
Die von Sun vertriebene Expansion-Box hatte das gleiche Gehäuse wie die damals verbreitete SparcStation2, mit Ausnahme des fehlenden Floppy-Schachts. Sie bot neben drei Steckplätzen für SBus-Karten Platz für zwei Festplatten, verfügte jedoch über keinen eigenen SCSI-Controller. Für den Betrieb von Festplatten innerhalb der Expansion-Box musste diese über ein weiteres Kabel mit dem externen SCSI-Anschluss des Hostsystems verbunden werden. Obgleich das Label auf dem Gehäuse die Aufschrift „SBus-Expansion“ trägt, wird die Box und ihre SBus-Karte von vielen Betriebssystemen (darunter Solaris) als „xbox“ erkannt – diese Bezeichnung wurde also nicht von Microsoft erfunden.

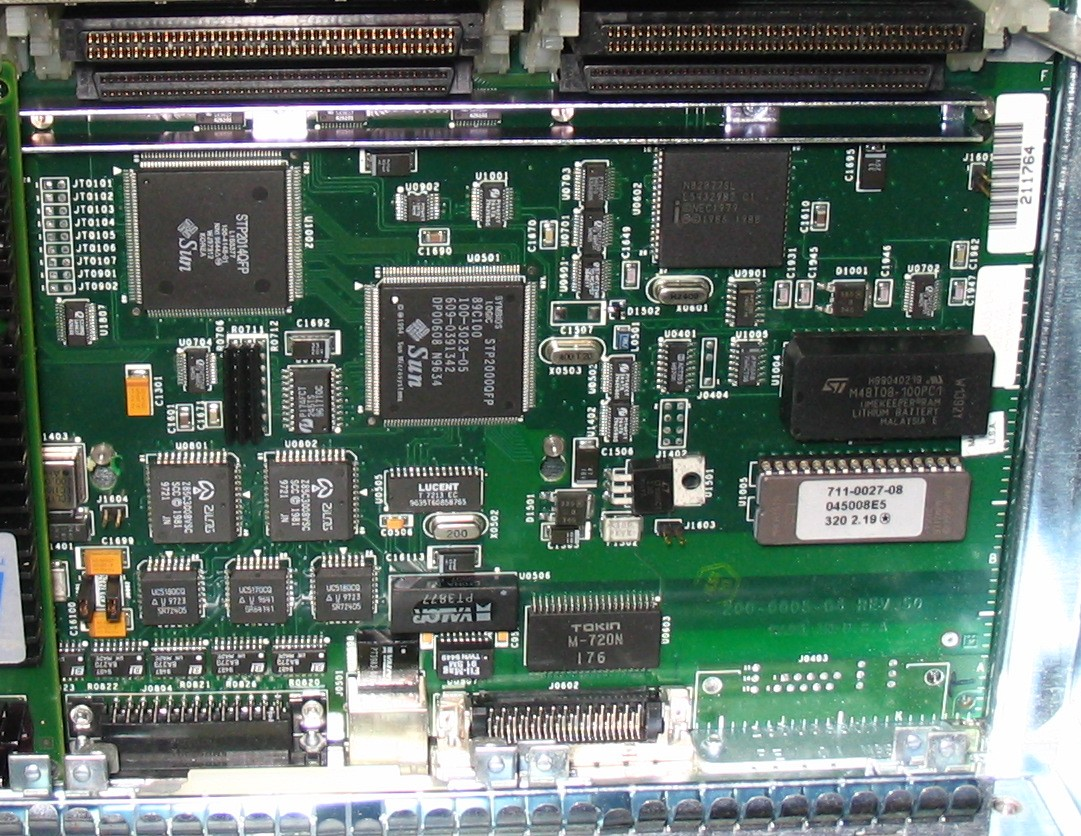
Vier SBus-Slots
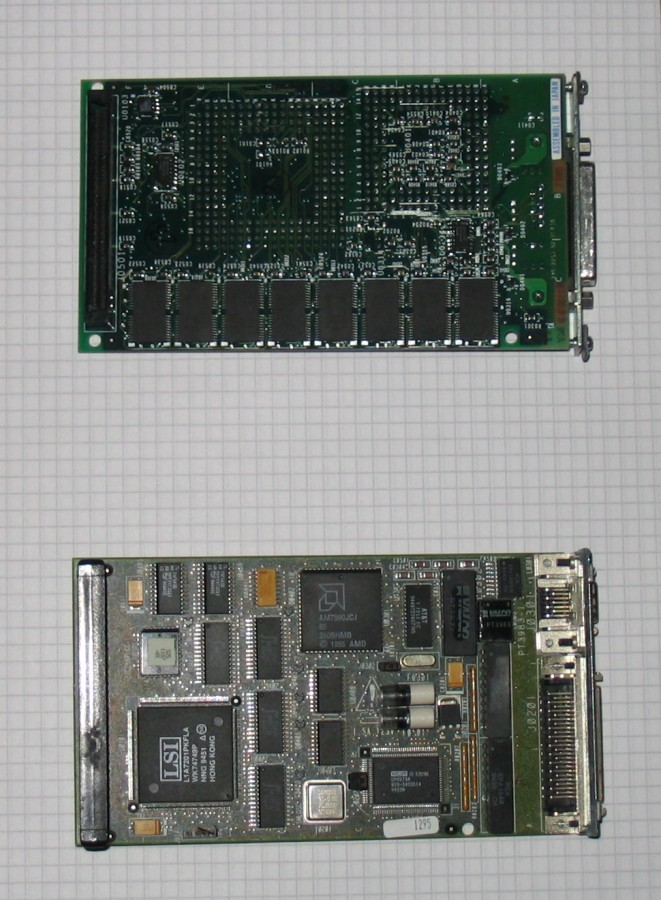
Zwei SBus-Karten
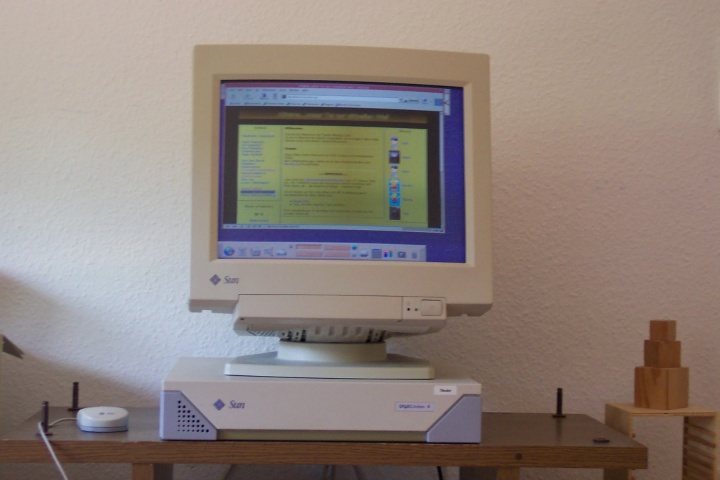
SUN SPARCstation 4 Pizzabox
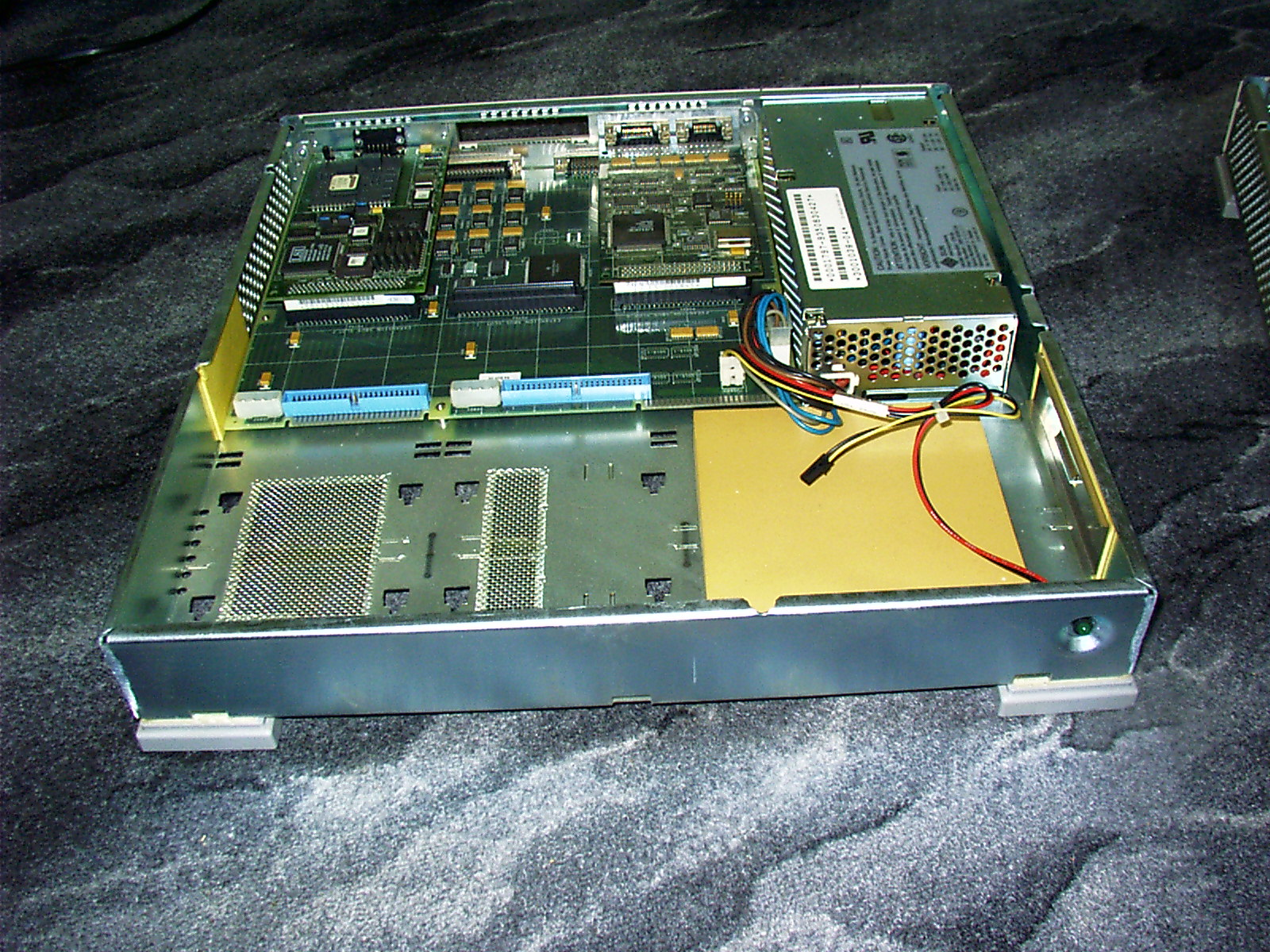
Innenansicht SBus Expansion Box